# آبانایاپ
آبانایاپ (به لاتین: Abanayop) در گینه استوایی است.